# Терез Милер
Терез Милер (мађ. Müller Teréz; Хоргош, 7. април 1877 - Нови Сад, 15. септембар 1973), трговкиња, мађарска Јеврејка, бака књижевника Александра Тишме, која је са 95 година живота написала мемоаре Истинита прича.

## Биографија
Терез Милер је рођена 7. априла 1877. у Хоргошу као седмо дете, (пето женско) у добростојећој породици мађарских Јевреја. Током свог дугог живота највише се бавила трговином. Шила је одевне предмете, бавила се израдом ручних радова, торби и лутака, и на тај начин у тешким временима се издржавала. Од школе је имала само четири разреда основне школе, али је свирала клавир, посећивала позориште и оперске преставе. У њеној библиотеци су се налазила дела европских класика и филозофска литература.
Као веома млада боравила је у Сегедину где је помагала у трговини сестри која је остала удовица и ту научила трговачке вештине. Удала се 27. фебруара 1898. године за Јожефа Милера. Имали су три ћерке - Маргарит, Олгу (мајка Александра Тишме) и Ержебет.
Живела је у Хоргошу, Мезетуру, Сегедину, Будимпешти и Новом Саду. Живот ју је водио кроз оба светска рата, била је изведена и на погубљење у Новосадској рацији 1942. Неколико пута је губила све, па почињала из почетка и снажном вољом и напорима успевала да се избори са недаћама. Била је омиљена у друштву и породици, у којој је стасао и књижевник Александар Тишма. Преминула 15. септембра 1973. у 97. години.
Године 1968, (25. октобра), у својој 92. години, на наговор свог унука, књижевника Александра Тишме почела је да пише своју историју живота, коју је довршила 3. децембра 1972. године са 95 година живота. Сећања која је преточила у књигу Истинита прича могу се оправдано сврстати у све популарнија штива која се баве историјом приватног живота. У књизи говори о благостању и сиромаштву, успону и паду, срећи и туги, инату и одрицању, породичним несугласицама и помирењу. Читаоца води кроз Хоргош, Сегедин, Будимпешту, Нови Сад, Сенту, Суботицу, Мезетур. Посебно су потресне странице посвећене Новосадској рацији. Терез Милер је написала мемоаре са намером да следеће генерације сазнају о судбини својих предака. У свом раду је преузела задатак темељног локалног историчара.